# Chiusa Sclafani
Chiusa Sclafani est une commune italienne d'environ 3 000 habitants, située dans la province de Palerme, dans la région Sicile en Italie.

## Administration
| Période                                  | Période  | Identité             | Étiquette | Qualité |
| ---------------------------------------- | -------- | -------------------- | --------- | ------- |
| 2017                                     | en cours | Francesco Di Giorgio |           |         |
| Les données manquantes sont à compléter. |          |                      |           |         |

### Hameaux
San Carlo

### Communes limitrophes
Bisacquino, Burgio, Caltabellotta, Corleone, Giuliana, Palazzo Adriano